# Edge (magazin)
Az Edge egy multi platform videójáték magazin, melyet a Future Publishing ad ki az Egyesült Királyságban. Ismert az iparágbéli kapcsolatai, a szerkesztőinek hozzáállása, a jellegzetes anonim harmadik személyű írásmódja, az évenként kiosztott díjai, a sötét humora és a hosszú élettartama miatt.

## Története
A magazint 1993 augusztusában alapította Steve Jarratt, egy régóta a videójáték zsurnalisztikában dolgozó férfi, aki több másik újságot is elindított a Future-nél.
Az újság századik lapszámának borítóját Mijamoto Sigeru rajzolta. A kétszázadik lapszám 2009 májusában jelent meg kétszáz különböző borítóval, mindegyik egy bizonyos játékról emlékezvén meg. Százkilencvenkilenc változat általánosan került terjesztésre, míg a maradék egyhez csak az előfizetők juthattak hozzá. Csak kétszáz példányt nyomtak minden egyes variációból, ezzel bőségesen kiszolgálva az Edge 28 898 főt számláló olvasóközönségét.
2003 októberében az Edge akkori szerkesztője; João Diniz-Sanches a helyettes szerkesztővel; David McCarthyval és több másik íróval együtt otthagyta a magazint. A felmondások után az Edge szerkesztését Tony Mottra bízták, aki Diniz-Sanches előtt is hasonló pozíciót töltött be. Az egyetlen megmaradt korábbi író Margaret Robertson volt, aki 2006-ban átvette Mott szerkesztői állását. 2007 májusában Robertson lemondott a szerkesztői pozíciójáról, amit ismét, immár harmadszorra is Tony Mott vett át.
1995 és 2002 között a brit Edge bizonyos tartalma megjelent az amerikai Next Generation hasábjain. 2007-ben a Future amerikai leányvállalata; a Future US elkezdte közzétenni az Edge néhány frissebb cikkét a Next Generation weblapján, majd a későbbiekben az Edge weboldala összeolvadt a Next-Gen oldalával. 2008 júliusában az egész oldalt átnevezték Edge-re, mivel az volt az idősebb a két márka közül.

## Tartalom
Minden lapszám tartalmaz egy „making-of” cikket egy bizonyos játékról, amely általában egy interjút tartalmaz a játék egyik fejlesztőjével. A száznegyvenharmadik lapszámban mutatkozott be a „Time Extend” retrospektív cikksorozat. Hasonlóan a „making-of” cikkekhez ezek mindegyike egyetlen játékra összpontosít és az utólagos előrelátás előnyét kihasználva részletesen bemutatja annak legérdekesebb vagy leginnovatívabb tulajdonságait.
Amíg „Codeshop” jóval technikaibb témákat mutat be, köztük a 3D modellező programokat vagy a fizikai middlewaret, addig a „Studio Profile” és a „University Profile” egy-egy oldalas esszék („mint a Top Trumps csak a játékfejlesztésben”) bizonyos fejlesztőkről vagy kiadókról és játékokhoz kapcsolódó felsőbb oktatási intézmények tanfolyamairól.
Bár minden lapszám impresszumában feltüntetik az újságba írók átfogó listáját, azonban a magazinban nem írják alá a cikkeiket, hogy megkülönböztessék az ismertetők és cikkek szerzőit, helyette egyszerűen csak Edge-ként utalnak rájuk. A magazin rendszeres cikkírói kivételt jelentenek ezen gyakorlat alól. A négy jelenlegi cikkíró közé tartozik N'Gai Croal, Randy Smith, Clint Hocking és a Trigger Happy szerzője; Steven Poole. Rajtuk kívül több japán író is hozzájárul „Something About Japan” cikkekhez.
A korábbi cikkírók közé tartozott Paul Rose („Mr Biffo”, a Digitiser alapítója), Nagosi Tosihiro a Sega Amusement Visiontől, Tim Guest író (aki MMO játékokról írt cikkeket a Second Lives könyvének megjelenése előtt) és Jeff Minter játékfejlesztő. Ezen felül számos rovatot névtelenül a „RedEye” álnév alatt tettek közzé.
James Hutchinson Crashlander című képregénye is szerepelt az Edge-ben a 143. és a 193. lapszám között.

## Pontozás
Majdnem három év telt el mire az Edge tízből tízre pontozott egy játékot. Ezt a pontszámot korábban „forradalmi”-ként írták le, a többi pontszámot is hasonló címkékkel látták el. Azonban a 143. lapszámban a pontozási rendszert egy egyszerű listává változtatták; „10 = tíz, 9 = kilenc...” és így tovább, utalva ezzel azokra az emberekre akiknek túl sokat jelent egy–egy pontszám.
A magazin eddig tizenöt játéknak ítélt maximális pontszámot:
- Super Mario 64 (Nintendo 64) - E35 (1996)
- Gran Turismo (PlayStation) - E55 (1997)
- The Legend of Zelda: Ocarina of Time (Nintendo 64) - E66 (1998)
- Halo: Combat Evolved (Xbox) - E105 (2001)
- Half-Life 2 (Windows PC) - E143 (2004)
- Halo 3 (Xbox 360) - E181 (2007)
- The Orange Box (Windows PC, PlayStation 3, Xbox 360) - E182 (2007)
- Super Mario Galaxy (Wii) - E183 (2007)
- Grand Theft Auto IV (PlayStation 3, Xbox 360) - E189 (2008)
- LittleBigPlanet (PlayStation 3) - E195 (2008)
- Bayonetta (PlayStation 3, Xbox 360) - E209 (2009)
- Super Mario Galaxy 2 (Wii) - E215 (2010)
- Rock Band 3 (PlayStation 3, Xbox 360) - E222 (2010)
- The Legend of Zelda: Skyward Sword (Wii) - E234 (2011)
- The Last of Us (PlayStation 3) - ? (2013)

Ezzel szemben csak egyetlen játék; a Kabuki Warriors kapott egyes értékelést.

### Retrospektív díjak
A 2002 decemberi retro különszámban az Edge retrospektíven két olyan játéknak adott maximális pontszámot, amelyek a magazin alapítása előtt jelentek meg:
- Elite (eredetileg 1984-ben jelent meg)
- Exile (eredetileg 1988-ban jelent meg)

Az Edge a sima retrospektív ismertetői között is kiosztott egy 10/10-es pontszámot:
- Super Mario Bros. (eredetileg 1985-ben jelent meg)

2003-ban az Edge tizedik évfordulós lapszámában a GoldenEye 007-et (1997) a magazin a tíz legjobb shooter közé sorolta, hozzátéve, hogy „az egyetlen másik” játék, amelynek tízes értékelést kellett volna kapnia. A játékot eredetileg kilences pontszámmal jutalmazták, a magazinban később megjegyezték, hogy „a tízest megfontoltuk, de végül elvetettük”.
A Resident Evil 4, ami a második lett az Edge Presents The 100 Best Videogames listán eredetileg kilences pontszámmal jutalmazták, de a 100 Best Videogames lapszám szerint „nagyon közel volt a hatodik (akkoriban) Edge tízeshez”.

## Különleges lapszámok
Az Edge-nek számos különszáma jelent meg az Egyesült Királyságban. Köztük:
„1996 essential hardware guide” (1996)Ez a különszám a PlayStationre, a Saturnra, az Ultra 64-re, a PC CD-ROM-ra, a 3DO-ra, az M2-re, az Atari Jaguarra, az Amigára, a Virtual Boy-ra, a Mega Drive-ra és a Super Nintendóra összpontosított. Ez volt az első elkészített különszám, ezt a „Premiere Issue” címkével tüntették fel az elülső borítóján és a gerincén.
„Essential hardware guide 2000” (2000)A valaha volt tíz legjobb formátum mellett Sir Clive bemutatja a ZX Spectrumot és az Xbox, PSOne, a PS2, a Dreamcast, a Gamecube, a GScube, a Game Boy Color, a PC, a Game Boy Advance, a Wonderswan Color, az Ericsson R380s, a Palm IIIc és a GP32 bizonyos aspektusait.
„The 100 most significant reviews from the first 100 issues” (2001)Egy gyűjtemény a magazin jelentősebb ismertetőiből, minden játékhoz retrospektív megjegyzéseket mellékelve. A népszerű játékok ismertetőin felül (köztük a három ezen időszak alatt kiosztott tízessel) tartalmazza még az Edge megjegyzéseit a „hype”-olt csalódásokról, köztük a Rise of the Robots-ról és a Daikatana-ról. Ezen felül tartalmazza még az első száz lapszám tartalomjegyzékét is.
„Retro: The Guide to Classic Videogame Playing and Collection” (2002)Ez a retrogaming témájú különszám az Edge felépítését vette fel a klasszikus videójátékokra. Ez a legteljesebben kialakított Edge különszám, amelyben kizárólag új tartalom található meg benne.
„Retro: The Making Of... Special” (2002)A retro sorozat második kiadása, melyben „Making of” cikkek gyűjteménye található meg, amelyek többsége már korábban szerepelt a fő magazinban. Ezek a cikkek általában interjúkat tartalmaznak a játék készítőivel, amelyekben elmondják a játék megalkotásánál betöltött szerepüket.
„Equip: PlayStation 2”
„Equip: GameCube”
„Equip: PC”
„Equip: Xbox”Mindegyik Equip lapszám az adott platform helyzetét mutatja be, visszatekintve a kiemelkedő játékokra az utólagos előrelátás előnyét kihasználva, valamint kiemeli a készülő fejlesztéseket. Például a GameCube-os különszámban hosszabb visszatekintés olvasható a The Legend of Zelda: The Wind Waker és az Animal Crossing játékokról, ezeken felül egy cikk is megtalálható a Nintendo GameCube Game Boy Advance Cablet használó címekről.
Specials issue ten: „Retro: The Collector's Series”A retro sorozat utolsó kiadásában összegyűjtöttek a „Collector's Series” cikkeket a fő magazinból. Minden cikk egy a múlt videójáték-konzoljával foglalkozik, elemezve annak történetét és a ritka gyűjtői játékai körül kialakult gyűjtői piacot. Az Edge-től szokatlanul ezen cikkek többségét egy videójáték zsurnaliszta; Simon Parkin írta.
„FILE Volume 1” (2006)
„FILE Volume 2” (2007)
„FILE Volume 3” (2007)A három „File” kiadványban az 1993 és 1996 között az Edge-ben megjelent kiválasztott tartalmak olvashatóak. A „File” mindegyik kötetében tizenkét cikk található.
„Edge Presents The Art Of Videogames” (2007)2007. április 26-án került forgalomba és a játékok vizuális aspektusát mutatja be.
„Edge Presents The 100 Best Videogames” (2007)2007. július 3-án került forgalomba. A lista az Edge olvasói, az Edge stábja és több „iparágbéli szakértő” javaslata alapján lett összeállítva. A lista összes játékának van benne egy retrospektív cikke, egész oldalas illusztrációja és egy oldalsávja az olvasók véleményével. Ezeken felül a kiadvány tartalmazza a magazin korábbi „Top 100”-as listáit is 2000-ből (80. lapszám) és 2003-ból (128. lapszám). Az Edge Presents The 100 Best Videogames első tíz helyezettje a következőképpen alakult:
1. The Legend of Zelda: Ocarina of Time
2. Resident Evil 4
3. Super Mario 64
4. Half-Life 2
5. Super Mario World
6. The Legend of Zelda: A Link to the Past
7. Halo: Combat Evolved
8. Final Fantasy XII
9. Tetris
10. Super Metroid

## Idegen nyelvű kiadások

### Ausztrál
Az ausztrál kiadás 2004 elején jelent meg rövid ideig; kevesebb mint hat hónapig. Az ausztrál változat elsősorban a brit változat tartalmából állt, kiegészítve helyi játék iparágbéli hírekkel.

### Brazil
A brazil nyelvű kiadást 2009 májusában alapították Brazíliában. A brit változat lefordított cikkei mellett eredeti helyi tartalommal is szolgál.

### Francia
Egy sor kiválasztott cikk megjelent a francia Joypad című magazinban.

### Német
2005 novemberében a Computec Media AG kiadóvállalat elindította a magazin német nyelvű kiadását. A német nyelvű változat vékonyabb volt mint az eredeti angol, a borítók valamelyest eltérőek voltak és a pontszámokat is megnövelték. 2007 januárjában átállt a kéthavi megjelenésre, majd végül 2007 júliusában megszűnt.

### Olasz
2004 októberében a Future Italy megalapította az olasz nyelvű kiadást Videogiochi néven. Ezt 2006 decemberében eladta a Sprea Editorinak, ami 2007 májusában átnevezte a magazint GAME PRO-ra.

### Spanyol
Spanyolországban az Edge honosított változatát 2006. április 15-én indította a Globus. Ennek szerkesztői közé tartozott az On/Off több alkalmazottja is, amely a Globus egyik másik magazinja, amely a DVD filmekről és a fogyasztói technológiákról ír, és semmi közé nincs a videójátékokhoz. A brit kiadás több szócikke is hiányzott belőle, köztük a Virtua Fighter 5 cikke, amelyet kihagytak a spanyol változat megegyező lapszámából.
2009 májusának végén megjelent egy hozzászólás az Edge hivatalos spanyol fórumán a főadminisztrátortól, amelyben azt állította, hogy a Globus be fogja zárni a videójátékos részlegét, amely a spanyol nyelvű Edge és NGamer megszűnését jelentené. Következésképp a 36. lapszám (2009 március) volt az utolsó Edge magazin Spanyolországban. A Globusnál vannak a Edge spanyol nyelvre történő lefordításának jogai, és újra ki fogja adni ha az elég jövedelmezőnek tűnik.